# Taz in Escape from Mars
Taz in Escape from Mars (альтернативное название — Escape from Mars starring Taz) — видеоигра в жанре платформер, разработанная для игровых приставок Sega Game Gear и Sega Mega Drive/Genesis в 1994 году. Порт для Sega Master System был издан в 1997 году.
Основывается на мультфильмах о приключениях персонажа Looney Tunes тасманского дьявола по имени Таз.

## Сюжет
Героя игры, тасманского дьявола Таза, похищают инопланетяне во главе с Марсианином Марвином и помещают его в зоопарк для редких животных. Теперь задача героя — сбежать из зоопарка и вернуться домой, на Землю.

## Игровой процесс
Игровой процесс заключается в следующем. Персонаж проходит уровни, разделённые на подуровни, уничтожая врагов, преодолевая разнообразные препятствия и поедая полезные предметы. В конце уровней находятся боссы.
Как и в мультфильмах, герой способен «крутиться волчком». С помощью этой способности он может, например, атаковать врагов, уничтожать ненужные предметы, перемещаться по отвесным поверхностям (а также в проходах между ними), проделывать ходы в стенах и др.
Герою противостоят такие враги как роботы, кроты с бластерами, животные в зоопарке и т. д. Полезные предметы выполняют различные функции — пополняют здоровье персонажа (торты, фрукты и курицы), дают временное ускорение (ящик с бомбами), уменьшают в размере (колба с красной жидкостью) и пр. При этом необходимо следить, чтобы персонаж не «съел» какой-нибудь посторонний предмет (например, бомбу или заминированный торт).

## Оценки
Игра получила различные оценки критиков.

### Game Gear
Игровой журнал GamePro оценил версию в 7 баллов из 10, указав, что она «отличается от других игр о приключениях Таза», однако «большинство игроков не будут впечатлены ею».

### Mega Drive/Genesis
Игровой журнал GamePro поставил версии достаточно высокую оценку — 9 баллов из 10, отметив, что это «лучшая игра о Тасманском дьяволе». Другой журнал, All Game Guide, оценил игру в 7 баллов из 10 и указал, что она сходна с серией Sonic the Hedgehog, однако отличается от неё общей продолжительностью уровней и наличием логических элементов. Журнал Electronic Gaming Monthly указал среди недостатков версии слабые визуальные эффекты и некачественное музыкальное сопровождение, однако добавил, что «эта игра лучше, чем предыдущая» и поставил ей оценку 7 баллов из 10.
При этом информационный сайт Sega-16.com оценил игру в 5 баллов из 10, назвав её «неплохой». Рецензенты сайта считают, что по сравнению с приквелом она «сделала один шаг вперёд и два назад», и что в целом не отличается от предшественника, за исключением некоторых нововведений в игровом процессе и более качественно прорисованных локаций. Однако критики добавили, что музыкальное сопровождение и дизайн уровней «намного лучше, чем в оригинале» и что игра «могла бы быть шедевром». Оценка сайта — 5 баллов из 10.
Другой сайт, The Video Game Critic, оценил игру крайне низко — 0 баллов из 10. Рецензентам не понравились сходство игры с предыдущей, некоторые элементы геймплея (в частности, стремление героя поедать всё, что встречается на уровнях — в том числе и многочисленные бомбы, часто расположенные в очень неудобных местах), а также фоны уровней (названные «плоскими» и «статичными»).